# Norra Skummeslövs naturreservat
Norra Skummeslöv är ett naturreservat i Laholms kommun i Halland.
Området ligger längs kustvägen mellan Mellbystrand och Skummeslövsstrand. Det är skyddat sedan 1972 och 70 hektar stort. Reservatet domineras av planterad tallskog och är en del av ett mäktigt flygsandfält som sträcker sig långt in över Laholmsslätten.
Under lång tid pågick en sandflykt som skapade problem för bönderna. Runt sekelskiftet 1900 planterades tall för att binda sanden. Skogen domineras nu av tall, björk och bertall.
Detta naturreservat tillsammans med  Södra Skummeslövs naturreservat och Svarvareskogens naturreservat utgör kvarvarande delar av det tidigare sammanhängande 291 hektar stora Skummeslövs flygsandfält. Numera är stora delar av det forna flygsandfältet bebyggt. 